# Sallingsundbroen
Sallingsundbroen (Sallingsundbrücke) ist eine 1978 eröffnete Brücke, die über den Sallingsund im Limfjord führt. Über sie verläuft die Fernstraße Primærrute 26, die die dänische Insel Mors mit der Halbinsel Salling im Norden Jütlands verbindet. Die zweispurige Straßenbrücke wird von mehr als 10.000 Fahrzeugen täglich passiert (Stand 2009).

## Konstruktion
Die 1717 Meter lange Balkenbrücke, die von zwei Widerlagern und 18 Stahlbetonpfeilern getragen wird, besteht aus 17 Öffnungen à 93 m und zwei à 51 m. Für den Schiffsverkehr steht eine Durchfahrtshöhe von 26 m zur Verfügung. Hinter dem Bau stand ein Konsortium, das aus den dänischen Firmen Kampsax und Højgaard & Schultz, der französischen Firma Campenon Bernard und der deutschen Firma Polensky & Zöllner bestand.

## Geschichte
Nachdem 1939 die im Westen von Mors gelegene Vilsundbro eröffnet wurde, stiegen die Erwartungen für eine Brücke über den Sallingsund. Die Planungen mussten jedoch wegen der deutschen Besatzung Dänemarks eingestellt werden und führten erst 1966 zu einer endgültigen Entscheidung. Die schließlich von 1973 bis 1978 gebaute Brücke wurde somit rund 40 Jahre später fertiggestellt als erwartet. Das Bauwerk löste damit die seit dem Mittelalter bestehende Fährverbindung zwischen Pinen auf Salling und Plagen auf Mors ab (1873 bis 1924 zwischen Glyngøre und Nykøbing Mors). Die Eröffnungsfeier am 30. Mai 1978, an der die dänische Königin Margrethe II. anwesend war, wurde von einer Bombendrohung überschattet, sodass die Brücke im Verlaufe der Zeremonie abgesperrt werden musste. Der Bau der Sallingsundbro führte zu einer Zunahme von Gewerbeansiedlungen auf Mors.

## Trivia
Sallingsundbroen wird als Motiv auf den 50-Kronen-Banknoten verwendet. Die von der Künstlerin Karin Birgitte Lund gezeichnete Banknote ist Teil einer 2009 bis 2011 veröffentlichten Serie, die unter anderem dänische Brücken als Thema hat.